# Майда Сепе
Ма̀йда Сепѐ (на словенски: Majda Sepe; Любляна, 2 юли 1937 г. – Любляна, 11 април 2006 г.) е една от най-представителните словенски певици на поп и джаз музика от втората половина на XX век наред с Маряна Държай, Елда Вилер, Дитка Хаберл и други.
Съпругът ѝ е композиторът Моймир Сепе, който написва множество песни за нея. Сред най-познатите в творчеството ѝ се нареждат Med iskrenimi ljudmi („Сред искрени хора“), Ribič, ribič me je ujel („Рибарят, рибарят ме улови“), Kje je tista trava („Къде е онази трева“), Šuštarski most („Шущарският мост“; словенска адаптация на Waterloo Road), Prelepa si, bela Ljubljana („Прекрасна си, бяла Любляно“), Bele ladje („Бели кораби“) и други, които с времето се превръщат в евъргрийни на словенската музика.

## Биография

### Детство и образование
Родена е като Майда Бернард. Родителите ѝ се запознават в Любляна, след като майка ѝ бяга от словенското приморие поради италианския фашизъм, а баща ѝ е родом от Шкофя Лока недалеч от столицата. Работи като шофьор на линейка, а майката – като чиновничка. Първото дете на двойката е момче на име Марян, а четири години след него се ражда и Майда. Живеят в Люблянския замък, който по това време изпълнява функцията на приют за бедни семейства.
В юношеските си години Майда иска да стане певица и актриса. Взема уроци по балет и модерни танци от Мета Видмар – първата словенска танцьорка на модерен балет и основателка на първото училище по модерен балет в Словения. Успоредно с гимназията „Йоже Плечник“ завършва и Средното музикално училище, а междувременно ходи на уроци по пеене при познатия оперен певец Франц Шифрер, който е баща на композитора, диригент Моймир Сепе, който е бъдещият съпруг на певицата. Сред като завършва средното си образование, следва немска филология.

### 50-те години
Още като гимназистка през 1953 г. се явява на конкурс за манекенки и е одобрена, с което започва кариерата си на такава, продължила докъм края на десетилетието. На първото си модно си ревю се запознава с Моймир Сепе, който свири в съпровождащата група по време на събитието. Двамата се женят през ноември 1956 г., а през май 1957 г. се ражда дъщеря им Полона Сепе (поч. 2019 г.), която става филмова режисьорка и сценаристка. Друг ключов момент от кариерата ѝ на манекенка е участието ѝ в модно ревю за плетени дрехи в Москва, Ленинград и Рига през 1959 г.
Междувременно се увлича по музиката. На 19-годишна възраст през 1956 г. се явява на прослушване за солистка към оркестъра на люблянските джаз музиканти, в който Моймир Сепе свири на тромпет, и след приемането ѝ съставът изнася едномесечно лятно турне в Париж с нея. През това време прави и първите си записи на чуждоезични песни към Люблянското радио, а първите ѝ песни на словенски, записани към края на 50-те години, са Prošnja („Прошка“) и Spomin („Спомен“) по музика на съпруга ѝ. След като слага край на дейността си като манекенка, се насочва изцяло към пеенето.

### 60-те години
През 1960 г. участва в първото издание на Джаз фестивала в Блед, провеждан до 1964 г. През 1961 г. е издадена първата ѝ плоча, включваща преводни версии на чужди песни, а през октомври тя, Маряна Държай и Тереза Кесовия изнасят концерт на Синайския полуостров, където в продължение на осем дни пеят под съпровода на оркестъра на Белградското радио пред шведски, индийски, канадски, бразилски и югославски войници във военните лагери на Спешните сили на ООН (UNEF), а след това участват и в телевизионно предаване в Кайро.
През това десетилетие името ѝ е тясно свързано със значимия музикален фестивал „Словенска попевка“, на който участва за първи път още на първото му издание през 1962 г. и остава редовна участничка до 1977 г., като пропуска единственото това през 1968 г. поради концерт в чужбина. Печели изданието през 1972 г. с песента Med iskrenimi ljudmi („Сред искрени хора“), превърнала се в една от най-познатите в репертоара ѝ, а през 1974 г. – с Uspavanka za mrtve vagabunde („Приспивна песен за мъртвите скитници“). През 1976 г. печели I награда на публиката за песента Pismo za Mary Brown („Писмо за Мери Браун“). Именно на това музикално мероприятие изпълнява най-познатите си песни, много от които са дело на съпруга ѝ Моймир Сепе, с които успява да се нареди сред най-представителните певици за времето си.
През тези години в България „Балкантон“ е издадена малка плоча с четири нейни песни под съпровода на оркестър „Балкантон“ с диригент Димитър Ганев, една от които е издадена на фонокартичка и включена в сборна плоча.

### 70-те години
През 1970 г. е замислено тя да изпълни песента Pridi, dala ti bom cvet („Ела, ще ти дам цвете“), но поради междувременно турне вместо нея я изпълнява младата и тогава все още непозната певица Ева Сършен, която представя Югославия на 15-ото издание на песенния конкурс на „Евровизия“, провело се в Амстердам, и се класира на предпоследното 12-о място. През 70-те години Майда се изявява на редица фестивали и получава награди. Участва и в чужбина, представяйки Югославия.
На Международния шлагерен фестивал в Дрезден (ГДР) през 1975 г. участва с песента Königin der Nacht („Кралица на нощта“), за която печели Наградата на публиката в международната надпревара. Същата година в Югославия пристига делегация от Куба начело с Раул Кастро. Певицата пее с оркестър „Шок“ по време на тържествен прием в замъка „Подвин“, а след месец по покана на Кастро пее в Куба с големия оркестър на Хаванското радио. През годините пее няколко пъти и пред Тито.

### 80-те и 90-те години
През 80-те години продължава участията си по фестивали. Последният международен, на който се явява, е на средиземноморските песни в Александрия (Египет) през 1983 г., на който печели с песента Toplo, hladno more („Топло, хладно море“).
С началото на следващото десетилетие участията и концертите ѝ намаляват. Последното ѝ участие е през 1992 г. на фестивала за евъргрийн музика Zlatni rog („Златният рог“) в, на който изпява две от най-известните си песни и получава наградата за най-добър изпълнител.
Последната си награда „Златен петел“ получава през 1997 г. за сборния си албум Med iskrenimi ljudmi („Сред искрени хора“).
Последна е двойният албум S teboj („С теб“), включващ нейни песни и записи на съпруга ѝ Моймир Сепе, който е издаден през 2004 г. година преди смъртта ѝ. Умира в родната си Любляна след тежка болест.

## Дискография

### Албуми
- 1961 – Majda Sepe, Vokalni ansambl „Do“ i Ansambl Mojmira Sepeta
- 1971 – Majda Sepe
- 1978 – Vse moje besede
- 1996 – Med iskrenimi ljudmi
- 2004 – S teboj (двоен съвместен албум с Моймир Сепе)

### Краткосвирещи плочи
- 1962 – Bele ladje/Melodija/Pokloni mi zadnji ples/Sulamit (дуетна с Нино Робич)
- 1962 – Golobček/Banjo Boy/Pretty Blue Eyes/O pomladi (дуетна с Маряна Държай)
- 1963 – Hey, Baby/Kada padne veče/Sladke neumnosti/Usamljena devojka
- 1963 – Peter Brown/Čao/Dobro vem/Slepi Amor
- 1966 – Triglavska pravljica/Ob gramofonu/Ne joči pri meni/Zgodba ljubezni št. 9
- 1968 – Marioneta/Plaz/Bang-bang/Java Jones
- 1968 – Ne hodi za menoj/Ciganska naricalka/Zaigraj/Ne vozi se s trolejbusom
- 1970 – Sirota/Šuštarski most
- 1971 – Srce in cigan/Regrat
- 1971 – Ringa raja/Praznik ljubavi
- 1972 – Butterfly/Na ljubljanskem gradu
- 1972 – Pokraj puta kuća žuta/Zbogom, zbogom, ljubavi
- 1973 – Mama/Vagabund
- 1973 – Zbogom, zbogom, dragi moj/V senci mojih misli
- 1974 – Uspavanka za mrtve vagabunde/Dober dan
- 1976 – Kraljica noći/Gledam te
- 1979 – Čovik ča ga više ni/Ribič, ribič me je vjel

## Участия на фестивали

### „Словенска попевка“
- 1962 – Zemlja pleše (Награда за най-добър текст; второ изпълнение: Нино Робич), Pojdi spet na Bled (III награда на публиката, Награда на експертното жури за най-добра композиция), Slika и Glas stare ure
- 1963 – Drevo (III награда на публиката; второ изпълнение: Бети Юркович), Modri valovi и Teenagerska balada
- 1964 – S teboj (второ изпълнение: Елда Вилер) и Papirnati cvet
- 1965 – Začarani trikotnik и Mesečnik Anton
- 1966 – Jasa v mesečini и Polnočna pravljica (III награда на експертното жури)
- 1967 – Plaz и Sedi na oblak
- 1969 – Ladja iz papirja
- 1970 – Pesem o pomladi in prijateljstvu (III награда на публиката, Награда за най-добър аранжимент)
- 1971 – Lonec brez medu (III награда на публиката, Награда на вестник „Павлиха“ за най-добър текст)
- 1972 – Med iskrenimi ljudmi (Голяма награда на международното жури на списание „Стоп“, I награда на експертното жури)
- 1973 – Ljubljanske ulice
- 1974 – Uspavanka za mrtve vagabunde (I награда на публиката, I награда на международното жури, златен пръстен на списание „Стоп“, Награда за най-добър текст)
- 1975 – Izpoved
- 1976 – Pismo za Mary Brown (I награда на публиката и I награда на експертното жури)
- 1977 – Kadar te zavrne barska punca
- 1978 – Kaj je ta ljubezen
- 1979 – Šanson o staranju
- 1980 – Ne ubežiš mi

### „Мелодии на морето и слънцето“
- 1978 – Ribič, ribič me je ujel (III награда на публиката)
- 1979 – Vrni se domov
- 1980 – Pridi, pridi, beli moj spomin
- 1981 – Gregorino
- 1982 – Poj, kitara mojega srca (Награда за най-любима песен на фестивала за Ribič, ribič me je ujel)
- 1984 – Valovi in morje (Награда за най-добър аранжимент)

### Опатийски фестивал
- 1964 – Zgodba ljubezni št. 9 (второ изпълнение: Арсен Дедич)
- 1966 – Gledam te и Odtrgala bom zelen list
- 1967 – Nokturno
- 1968 – Bil je soldat
- 1969 – Človek, ki ga ni (I награда на експертното жури)
- 1970 – Rano popodne
- 1973 – Nekoć, nekje
- 1974 – Najin sin
- 1976 – Gledam te и Ples v vetru
- 1978 – Kje je tista trava
- 1979 – Sreća
- 1980 – Stihi mojiga spomina

### Сплитски фестивал
- 1971 – Kakor človek, ki pride, kakor človek, ki gre
- 1973 – O, obalo moja
- 1977 – Mornaru moj
- 1979 – Čovik ča ga više ni
- 1984 – Toplo, hladno morje

### Загребски фестивал
- 1971 – Ringa raja и Praznik ljubavi
- 1976 – Ljubezen

### „Белградска пролет“
- 1962 – Naše proleće
- 1963 – Bele senke

### „Юговизия“
- 1962 – Sulamit (3-то място)
- 1963 – Najlepši časi (2-ро място)
- 1969 – Grad iz peska (2-ро място)
- 1971 – Regrat (6-о място)

### „Карневал фест“ (Цавтат)
- 1975 – Kraljica noči

### „Песен на годината“
- 1967 – Danes
- 1969 – Tipi topi, tipi top
- 1972 – Pokraj puta kuća žuta

### Фестивал на войнишките песни
- 1970 – Dolgolasi partizani
- 1971 – Stara navada

### Фестивал на кайкавските песни в Крапина
- 1972 – Kak ste čudni

### „Акорди на Джердап“
- 1970 – Brodovi neka prolaze

### „Вашият шлагер на сезона“ (Сараево)
- 1973 – Prekasno

### Скопски фестивал
- 1974 – „Jас имав сѐ“

### „Мелодии на Истрия и Кварнер“
- 1986 – Prozor prema jugu

### Международен музикален фестивал в Сопот(Полша)
- 1966 – Andrjuša и Histoire d'amour no 9 (8-о място)

### Международен шлагерен фестивал в Дрезден(ГДР)
- 1975 – Königin der Nacht (Награда на публиката в международната надпревара)